# Nowohryhoriwka (hromada Wozniesieńsk)
Nowohryhoriwka (ukr. Новогригорівка) – wieś na Ukrainie, w obwodzie mikołajowskim, w rejonie wozniesieńskim, w hromadzie Wozniesieńsk. W 2001 liczyła 1039 mieszkańców, spośród których 957 wskazało jako ojczysty język ukraiński, 51 rosyjski, 27 mołdawski, 1 bułgarski, a 3 inny.